# 国際大学都市

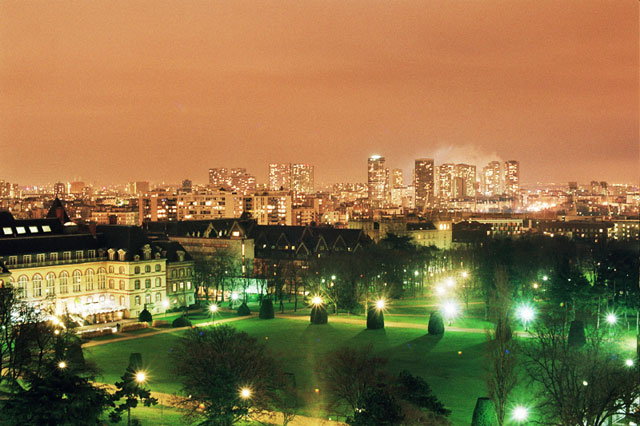
国際大学都市の夜景

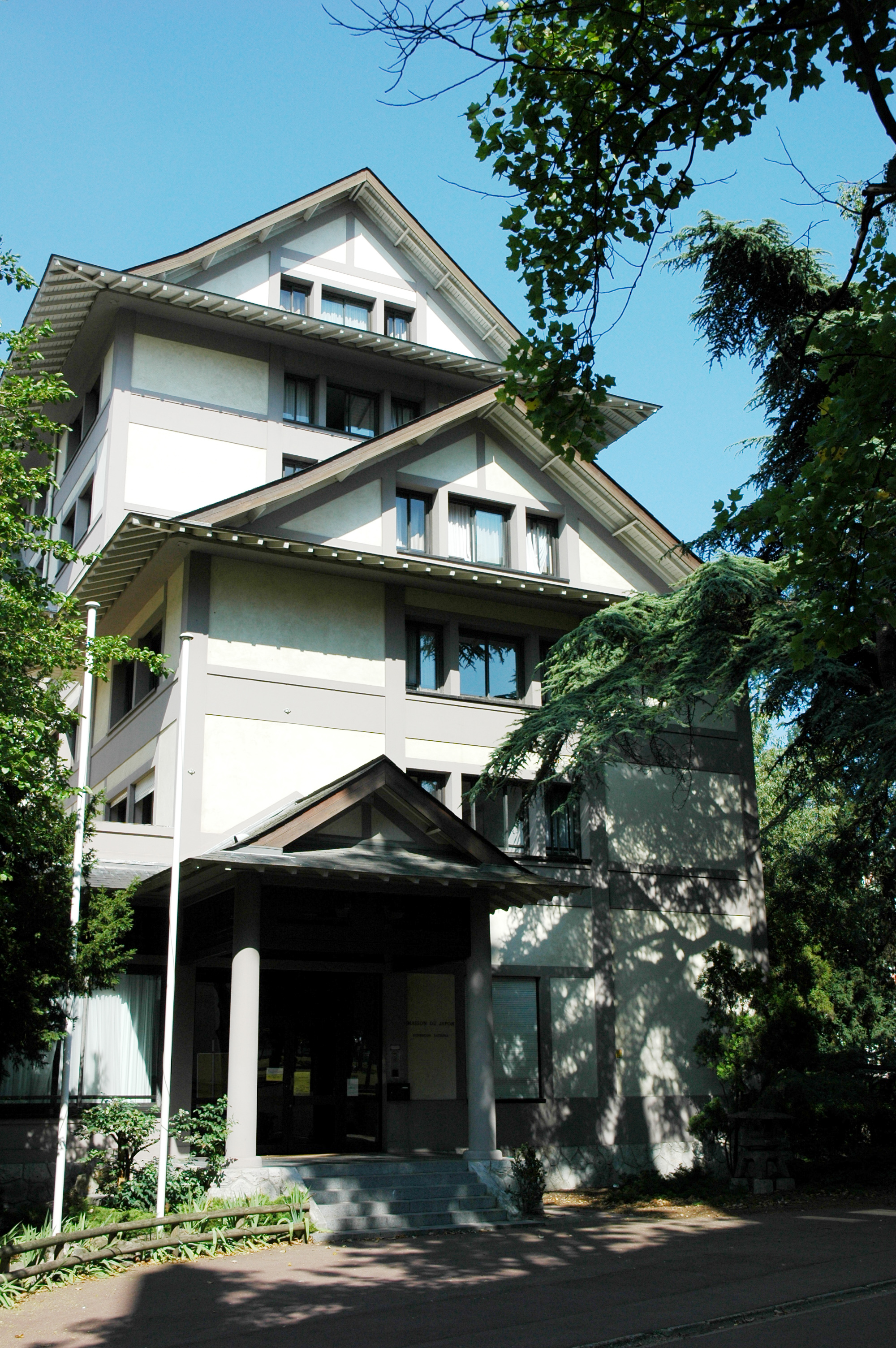
日本館

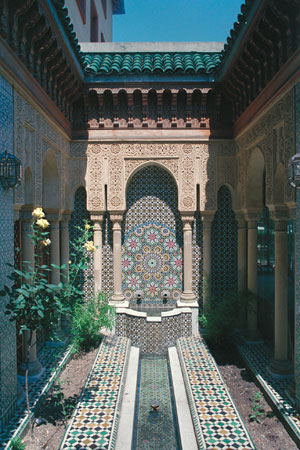
モロッコ館

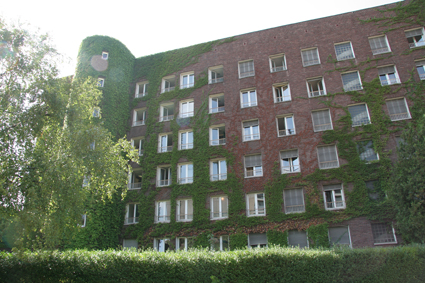
ノルウェー館

国際大学都市(Cité Internationale Universitaire de Paris)はフランス共和国の高等教育機関で学ぶ主に留学生のためにパリ南端の14区に創られた学生寮群である。

## 概要
敷地の面積は34ヘクタール(東京ドームが7個以上)ある。緑豊かな広大な敷地には37つの寮が建ち並び、約5500のベッドが存在し、敷地内にはカフェテリア、郵便局、学生レストラン、図書館、プール、テニスコート、体育館、スポーツグランド、県庁の事務所、音楽施設、広大な芝生がある。

## 入居資格
入居できるのは聴講生、大学生、研究生、教師、演劇家、芸術家で、126ヶ国の人々が生活している。フランス人の占める割合は2004年で約35%である。

## 40の寮

Plan

40に及ぶ各国の寮があり、アフリカ館、アルゼンチン館、アルメニア館、ベルギー館、ブラジル館、カンボジア館、カナダ館、デンマーク館、ドイツ館、イギリス館、ギリシア館、インド館、イタリア館、日本館、レバノン館、ルクセンブルク館、モロッコ館、メキシコ館、モナコ館、オランダ館、ノルウェー館、ポルトガル館、スペイン館、スウェーデン館、スイス館、チュニジア館、アメリカ館があって、それぞれの国にちなんだ建築様式をしている。日本館はお城風の様式で、ギリシア館は神殿のごとき荘厳な建物になっている。
各館では定期的に映画上映、パーティー、コンサート、自国の芸能披露といった様々なイベントが開催され、国際交流が奨励されている。また、寮生はただ住むだけではなく、新しい学年度ごとに各々の寮で委員が選挙で選ばれ、自治委員会が組織され文化活動・自治活動が行われる。

## 寮費
寮費は月300から400ユーロ程度で、電気代・水道代・インターネット使用料も含まれる。各部屋にインターネット接続できる寮もあれば、図書室・コンピュータールームでネットに接続できるようにしている寮もある。どこも無料で使用できる。さらに、週に1、2回、掃除夫／婦が来て掃除をしてくれる。
60ユーロほど支払えば、テニスコートと巨大なプールを1年間、使えるようになる。